# Михал Харпањ
Михал Харпањ (Кисач, 1944) редовни је професор универзитета у пензији, почасни доктор наука на Универзитету МатејБел у Банској Бистрици, у Словачкој и познати преводалац.

## Биографија
Михал Харпањ је од 1969. године предавао словачку књижевност и теорију књижевности на Филозофском факултету у Новом Саду. Предавао је и на Филолошком факултету у Београду, на Вишој педагошкој школи у Сегедину, као и на Факултету хуманистичих наука у Банској Бистрици.
Поље његовог научног интересовања јесу словачка књижевност, словачка књижевност у Војводини, јужнословенско-славачке културне и књижевне везе и теорија књижевности.
Његова књига Teoria literatury је штампана у пет издања, од којих четири издања у Словачкој. Репрезентатитвни избор његових студија објављен је је у Словачкој под насловом Теxty a kontexty (2004).

## Награде
- Медаља културе за мултикултуралност и интеркултуралност, 2023.[2]

## Дела
Објавио је бројне књиге студија, есеја и критике.
- Између две ватре (1972)
- Priestory imaginacie (1974)
- Kriticke komentare (1978)
- Poezia a poetika Michala Babinku (1980)
- Песме Махала Бабинке: интерпретација (1985)
- Teoria literatury (1986, 1994, 2004, 2009)
- Premeny rozpravania (1990)
- O Palovi Bahušovi (1999)
- Zapas o identitu (2000)
- Literarne paradigmy (2004)
- Sliterarnou vedou a kritikou (2005)
- Predslovy a doslovy (2009)
- Scripta manent (2014)

### Преводи
Превео је књиге:
- Михал Бабинка - И би земља (1970) и Завичај магле (1985)
- Вићазослав Хроњец - Со, али песак (1972)
- Јанко Чеман - Не носи сваки војник пушку (1975)
- Павел Виликовски - Коњ на спрату, слепац у граду (1997) и Сурови машиновођа (2000)
- Јан Јанкович - Српска драма у Словачкој (2005)
- Душан Митана - Ношне вести (2014)